# خليج عنابة
خليج عنابة، هو خليج يقع في سواحل عنابة في الجزائر. تبلغ مساحته 400 كلم مربع، يطل عليه كورنيش عنابة في الجزائر، وفندق شيراطون عنابة وميناء عنابة، ويلقب بخليج العظام.

خليج عنابة

## مواضيع ذات صلة
- قائمة خلجان الجزائر
- قائمة سدود الجزائر
- قائمة موانئ الجزائر
- قائمة شواطئ الجزائر
- قائمة المجاري المائية في الجزائر
- قائمة محطات تحلية المياه في الجزائر
- الصيد البحري في الجزائر
- النقل في الجزائر
- قائمة الدول حسب طول السواحل
- قائمة الموانئ في البحر الأبيض المتوسط
- قائمة ولايات الجزائر